# Libertia peregrinans
Libertia peregrinans är en irisväxtart som beskrevs av Leonard C. Cockayne och Harry Howard Barton Allan. Libertia peregrinans ingår i släktet Libertia och familjen irisväxter. Inga underarter finns listade i Catalogue of Life.

## Bildgalleri

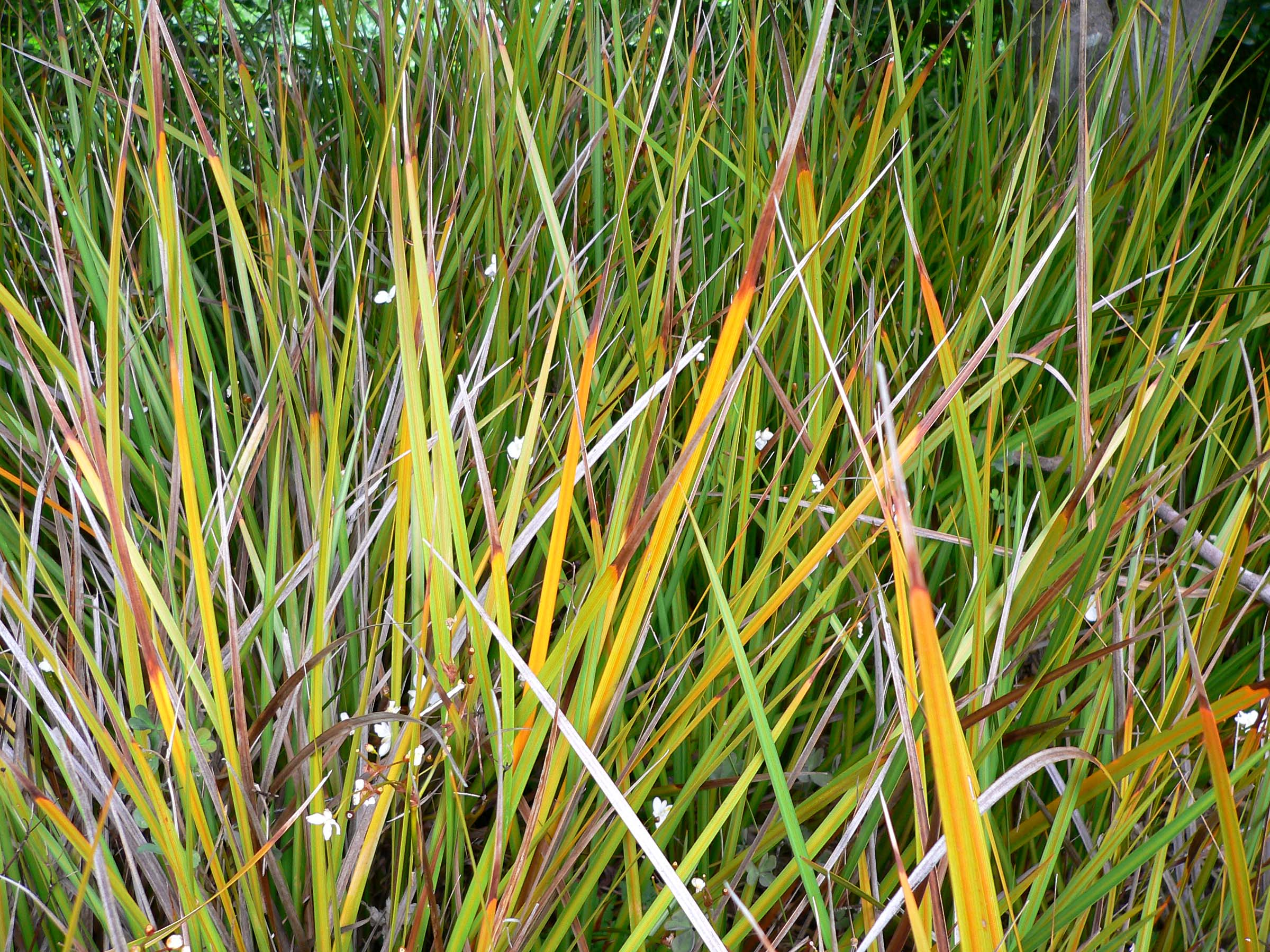